# Associação de Vôlei Norte Catarinense
L'Associação de Vôlei Norte Catarinense è una società pallavolistica maschile brasiliana, con sede a Joinville: milita nel campionato brasiliano di Superliga Série A.

## Storia
L'Associação de Vôlei Norte Catarinense viene fondata l'11 agosto 2020 dall'ex campione olimpico Giovane Gávio. Le attività del club iniziano nel 2022, con il secondo posto al Campionato Catarinense. Nel corso dell'annata 2022-23 vince prima la Superliga Série C e poi la Superliga Série B, venendo promossa in massima serie. Nella stagione seguente, oltre a esordire in Superliga Série A classificandosi al quarto posto, si aggiudica il primo titolo della propria storia, grazie al successo al Campionato Catarinense, bissato nell'edizione seguente.

## Rosa 2024-2025
| N° | Nome               | Ruolo | Data di nascita   | Nazionalità sportiva |
| -- | ------------------ | ----- | ----------------- | -------------------- |
| 1  | Juan Pablo Gama    | P     | 25 novembre 2003  | Brasile              |
| 2  | Filipe de Carvalho | L     | 15 luglio 1992    | Brasile              |
| 3  | Michel Saraiva     | C     | 9 marzo 1993      | Brasile              |
| 4  | Rhendrick Rosa     | P     | 11 febbraio 1999  | Brasile              |
| 5  | Henrique Alves     | L     | 18 gennaio 2005   | Brasile              |
| 6  | Robert Araújo      | C     | 10 marzo 1996     | Brasile              |
| 7  | Ricardo Perini     | P     | 1º ottobre 1998   | Brasile              |
| 8  | Felipe de Brito    | C     | 1º ottobre 1998   | Brasile              |
| 9  | Kauan Jaques       | O     | 22 settembre 2000 | Brasile              |
| 10 | João Noleto        | S     | 26 maggio 2000    | Brasile              |
| 12 | Djalma Moreira     | S     | 29 novembre 1992  | Brasile              |
| 14 | Lucas da Silva     | S     | 4 gennaio 2001    | Brasile              |
| 16 | Matheus Magalhães  | C     | 2007              | Brasile              |
| 18 | Hugo Hamacher      | S     | 13 aprile 1991    | Brasile              |
| 20 | Rafael de Araújo   | O     | 13 giugno 1991    | Brasile              |
| 22 | Thales Falcão      | C     | 24 dicembre 1995  | Brasile              |

## Palmarès
- Campionato Catarinense: 2

2023, 2024